# 리 보드만

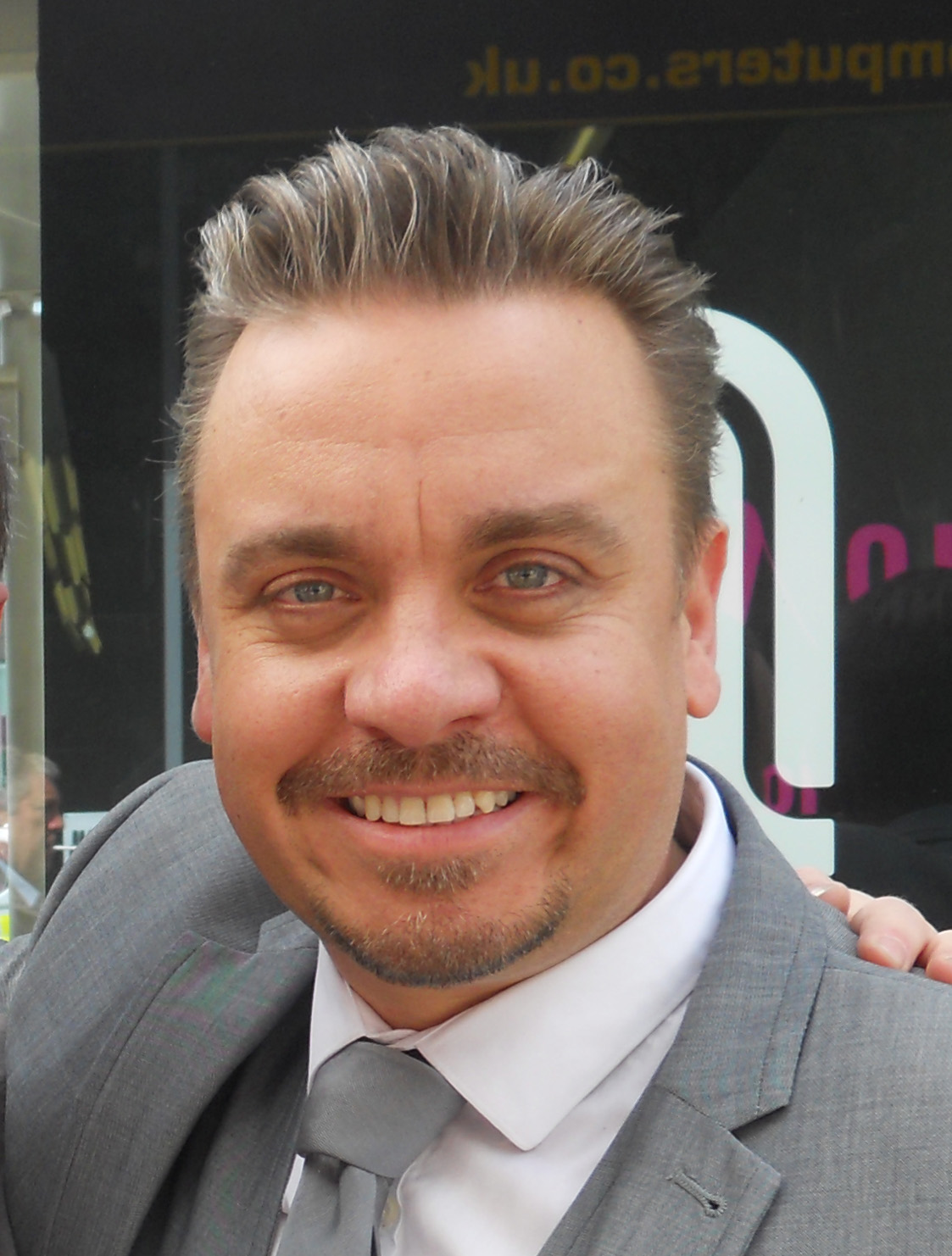

리 보드만(Lee Boardman, 1972년 7월 2일 ~ )은 영국의 배우, 영화배우, 텔레비전 배우이다.
맨체스터에서 태어났다.

## 방송
- 더 파이브
- 베오울프 : 리턴 투 더 쉴드랜즈
- 더 인터셉터
- 다빈치 디몬스 시즌2

## 영화
- 피털루 (2018년)
- 베오울프 : 리턴 투 더 쉴드랜즈 (2016년)
- 영 메시아 (2016년) - 로마 분대장 역
- 사이코메트리 (2016년) - 월콧 역
- 비잉 솔드 (2010년)
- 런던 블러바드 (2010년) - 리 역
- 롱포드 (2006년)
- 로마 1 (2005년) - 티몬 역
- 고잉 다운 (2000년)
- 엠마 (1996년)
- 더 빌 (1984년)
- 코로네이션 스트리트 (1960년)